# Kid Thomas (Musiker)
Louis Thomas Watts (* 20. Juni 1934 in Sturgis, Mississippi, USA; † 5. April 1970 in Los Angeles, Kalifornien, USA), bekannt als Kid Thomas, war ein US-amerikanischer Blues- und Rock-’n’-Roll-Musiker (Mundharmonika, Schlagzeug, Gesang) und Songwriter.

## Biografie
Louis Thomas Watts wurde 1934 in Sturgis (Mississippi) geboren. 1941 zog er mit seiner Familie nach Chicago (Illinois) und lernte Mundharmonika zu spielen. Obwohl er später zum Rock and Roll wechselte, spielte er zunächst Blues. Sein Idol war Little Walter, der 1952 mit Juke einen Hit hatte. In der Schule lernte er Little Willie „Big Eyes“ Smith kennen, mit dem er musizierte, wobei beide sowohl Schlagzeug als auch Mundharmonika spielten. Weitere Bluesmusiker, mit denen sie zusammentrafen, waren James Cotton, Junior Wells und Little Mack Simmons.
In den frühen 1950er Jahren spielte Watts regelmäßig mit Muddy Waters, Howlin’ Wolf, Bo Diddley und Elmore James sowie als Solokünstler. 1957 nahm er als Kid Thomas seine erste Single The Wolf Pack für Federal Records auf. Sie war jedoch nicht erfolgreich und andere Aufnahmen, die er für Federal machte, blieben viele Jahre lang unveröffentlicht.
Nach einer Zeit als Musiker in Clubs in Wichita (Kansas), wo er zeitweise mit Hound Dog Taylor auftrat, in Chicago und in Denver (Colorado), reiste Kid Thomas 1958 nach Los Angeles mit der Absicht, dem Erfolg von Little Richard nachzueifern. Dort traf er den Musikproduzenten George Motola, der Kid Thomas zu den nächsten Aufnahmen bei seinem Label Transcontinental Records (TRC) verhalf. Die Single Rockin’ This Joint To-Nite (1959) wurde jedoch kein kommerzieller Erfolg. Kid Thomas trat weiterhin mit einer Band in Clubs in Los Angeles auf, oft als „Tommy Louis and the Rythm (sic) Rockers“ oder „Tommy Louis and the Versatiles“. 1965 nahm er zwei Singles für das Label Muriel Records auf, The Hurt Is On und Wail Baby Wail, letztere mit Marshall Hooks an der Gitarre, aber beide wurden keine Hits. Seine letzte, ebenfalls erfolglose Single als Tommy Lewis war (You Are An) Angel beim Label Cenco Records im Jahr 1969.
Da Kid Thomas als Musiker kommerziell wenig Erfolg hatte, verdiente er in der zweiten Hälfte der 1960er Jahre in Los Angeles sein Geld mit Rasenmähen. Am 3. September 1969 überfuhr er mit seinem Lieferwagen einen kleinen Jungen, der dabei zu Tode kam. Kid Thomas wurde wegen Totschlags festgenommen, die Anklage wurde jedoch aus Mangel an Beweisen fallengelassen. Bei einem späteren Gerichtstermin wegen Fahrens ohne Führerschein wartete jedoch der Vater des getöteten Jungen vor dem Gerichtsgebäude und erschoss Kid Thomas am 5. April 1970.

## Nachwirkung
Zum Zeitpunkt seines Todes befand sich Kid Thomas an einem Wendepunkt seiner Karriere. Er war für das Berkeley Blues Festival gebucht, konnte jedoch wegen seiner Verhaftung nicht auftreten. Verschiedene bekannte Plattenfirmen wie ABC, Liberty, Ace und Arhoolie hatten Interesse gezeigt, ihn unter Vertrag zu nehmen.
Nach seinem Tod tauchten etliche unveröffentlichte Aufnahmen von Kid Thomas auf, bisweilen mit zweifelhafter Herkunft. Viele dieser Aufnahmen wurden ebenso wie die bereits früher veröffentlichten Singles auf verschiedenen Kompilationen veröffentlicht:
- Blues! Harp! Boogie! 1957/1965. Floatin’ Bridge Records, 1978[4]
- Kid Thomas: Here’s My Story. Wolf Records, 1991[5]
- Kid Thomas & Jerry McCain: Rockin’ Harmonica Blues Men. Wolf Records[6]
- Chicago Blues from Federal Records. Ace Records, 1999[7]
- Kid Thomas: Adds... . Rescue Records, 2001[8]